# Хунхада
Хунхада́ (также Тунгоходе, Гунхада) — река в Якутии (Россия), правый приток Томпо, принадлежит к бассейну реки Лены. Протекает по территории Томпонского района Якутии. Длина — 189 км, площадь водосборного бассейна составляет 3680 км².
Берёт начало на склонах Верхоянского хребта на высоте более 1075 метров над уровнем моря. В верховьях протекает через небольшое одноимённое озеро. Течёт преимущественно на юг и юго-восток в межгорной долине. Вдоль левого берега протянулся Хунхадинский хребет. Впадает в Томпо справа в 257 км от её впадения в Алдан, в 19 км к юг-юго-западу от села Тополиное, на высоте менее 434 м над уровнем моря. Ширина в нижнем течении — 37 м при глубине 0,6 м. Скорость течения в низовьях — 1,2 м/с. Замерзает в среднем с начала октября до конца мая.

## Основные притоки
Указаны поименованные притоки длиной 20 км и более.
| Название  | Расстояние от устья | Длина | Положение |
| --------- | ------------------- | ----- | --------- |
| Бакы      | 34                  | 20    | правый    |
| Имтандя   | 51                  | 20    | правый    |
| Багылай   | 57                  | 20    | правый    |
| Мэпки     | 64                  | 26    | правый    |
| Сангар    | 76                  | 32    | правый    |
| Сули-Дюн  | 107                 | 27    | правый    |
| Дегденрэ  | 124                 | 22    | левый     |
| Мигульчан | 127                 | 20    | правый    |
| Омчикандя | 149                 | 21    | левый     |

## Данные водного реестра
По данным государственного водного реестра России и геоинформационной системы водохозяйственного районирования территории РФ, подготовленной Федеральным агентством водных ресурсов:
- Бассейновый округ — Ленский
- Речной бассейн — Лена
- Речной подбассейн — Алдан
- Водохозяйственный участок — Алдан от впадения реки Амга до устья
- Код водного объекта — 18030600912117300053644[4].